# Русаново (Липецкая область)
Руса́ново — деревня в Добринском районе Липецкой области России. Входит в состав Тихвинского сельсовета.

## География
Деревня расположена на левом берегу реки Плавица. Через населенный пункт проходит автомобильная дорога Тихвинка — Демшинка.
Населенные пункты, расположенные в ближайшей удалённости от Русаново.
- Малая Плавица ~ 0,64 км
- Аничково ~ 0,74 км
- Алексеевка ~ 1,87 км
- Александровка 1-я ~ 1,96 км

Название патрономическое от фамилии владельцев деревни Русановых.

## История
Деревня возникла как сельцо Афанасьевское не позднее 1784 года.
В 1862 году во владельческом сельце Афанасьевское (Русаново) Усманского уезда Тамбовской губернии насчитывалось 8 дворов с 92 жителями.
В конце XIX века здесь располагался хутор Николая Николаевича Русанова.
В 1911 году деревня входила в приход села Тихвинское и в ней насчитывалось 12 дворов с 68 жителями.
В 1914 году — 46 жителей.

## Население
| 2010 |
| ---- |
| 22   |